# Gerda Linderot
Gerda Maria Cecilia Linderot (ursprungligen Rasmusson), född 12 januari 1891 i Jönköpings östra församling, Jönköpings län, död 25 augusti 1957 i S:t Görans församling, Stockholms län, var en svensk politiker (kommunist). Hon var riksdagsledamot i andra kammaren 1945–48. 

## Biografi
Gerda Linderot var dotter till typografen Nils Rasmusson och Alma Ekelund. Enligt egen uppgift tvingades Linderots familj ofta byta vistelseort, då fadern var fackligt aktiv. Hon gick i folkskola i Göteborg och flyttade med familjen till Stockholm 1906, där hon tog arbete som telefonist och senare kontorist. Från 1918 var hon gift med Sven Linderot, som var SKP:s partiordförande 1929–51.
Hon blev medlem i Socialdemokratiska ungdomsförbundet 1915, och följde vid brytningen med det Socialdemokratiska arbetarepartiet 1917 med i bildandet av Sveriges socialdemokratiska vänsterparti. Vid partisprängningen 1921 följde hon med den Komintern-trogna majoriteten i partiet under ledning av Karl Kilbom. Även vid den andra sprängningen 1929 följde Linderot Komintern-falangen, nu under ledning av Hugo Sillén.
Från 1920-talet och framåt hade Linderot flera förtroendeuppdrag inom SKP. 1920 och 1921 representerade hon SSV vid Kominterns tredje och andra kongresser i Moskva. Särskilt aktiv var Linderot inom Internationella röda hjälpen, en hjälporganisation för politiska fångar grundad av Komintern 1922; hon var ledamot av Röda hjälpens riksledning i Sverige 1931–36 och av dess internationella ledning 1932. Från 1940 ledde hon även SKP:s kvinnoarbete.